# 劉令嫻
劉令嫻（？—？），彭城（今江蘇徐州）人，南北朝時南梁女詩人。劉繪之女，劉孝綽有三个妹妹分别嫁給王叔英、張嵊、徐悱為妻。三人中属徐悱之妻劉令嫻文采最好。徐悱字敬業，是徐勉之子。524年，徐悱死，劉令嫻作《祭夫文》，辭意淒惋，留下“令名士擱筆”的美談。《梁書》謂其文“清拔”。其詩多寫閨房之怨，今存8首，最著名的是《答外詩》2首，見於《玉臺新詠》。有《劉氏集》六卷，早佚。